# 556
556 (DLVI) var ett skottår som började en lördag i den julianska kalendern.

## Händelser

### April
- 16 april – Sedan Vigilius har avlidit året innan väljs Pelagius I till påve.[1]

### Okänt datum
- Cynric och Ceawlin av Wessex slåss mot britonerna vid Beranburh.
- Västra Weidynastin upphör i Kina.

## Födda
- Gao Bainian

## Avlidna
- 21 februari – Maximianus av Ravenna, biskop
- Empress Erzhu Ying'e, änka till kejsar Xiaozhuang av Norra Wei
- Xiao Yuanming
- Yuwen Tai